# Station Whitehead
Station Whitehead  is een spoorwegstation in Whitehead in het Noord-Ierse graafschap Antrim. Het station ligt aan de lijn Belfast - Larne. Op werkdagen rijdt er ieder half uur een trein  richting Belfast, en ieder uur richting Larne.